# 鄂州碘泡虫
鄂州碘泡虫（学名：Myxobolus ochowensis）为碘泡科碘泡虫属的动物。在中国，分布于湖北、黑龙江等，营寄生生活，寄生在黄颡鱼的背鳍。